# Amerikai vasfa
Az amerikai vasfa vagy kanadai vasfa (Gymnocladus dioicus) Észak-Amerikában: Kanadában, az Egyesült Államokban, Kentucky és Pennsylvania keleti részén honos. Az európaiak is Kentuckyban találkoztak vele először. 
A pillangósvirágúak családjába (Fabaceae) tartozó fa. Hazájában Kentucky kávéfa néven is nevezik megtalálási helye után és azért, mert a gyarmati időkben magvait egy ideig kávé helyett használták.

## Előfordulása, élőhelye
A fa a tápanyagban gazdag, nedves talajt kedveli, de nem érzékeny a szárazságra és a hidegre. A szellős, tágas helyeket kedveli. Hazájában elszórtan, néha kis csoportokban fordul elő.
Mérsékelten gyorsan növő fa, optimális körülmények között 100-150 évig él.

## Megjelenése
Az amerikai vasfa átlagos magassága 18-21 méter között mozog, lombkoronájának szélessége 12–15 méter, a törzs átmérője elérheti az 1 métert.
- Levelei szárnyasak és kétszeresen összetettek, 60–90 cm hosszúak, levélnyeléből kiágazó erein is levélkék vannak. A levelek feltűnőek, mert fiatalabb korukban világos rózsaszínűek, később zöld-bronzos árnyalatúvá válnak. Őszi lombszíne sárga. A növény tavasszal a többi növénynél később hajt ki, levelei akkor jelennek meg rajta, mikor a többi fa már kilombosodott, ugyanakkor ősszel korábban hullanak le, mint más lombhullató fák; hat hónapig lombtalan.
- Virágzata: A növény kétlaki. A május-júniusban nyíló, zöldes-fehér virágai egyivarúak, a termősöké 25-30, a porzósoké 10 cm hosszú fürtös virágzat.
- Termése 15–25 cm hosszúságú, 2,5 cm szélességű hüvely, amelyben nagy, lencse alakú 6-9 darab sötétbarna mag található, amelyeket zöld, édeskés illatú kocsányos endokarpium (belső termésfal) vesz körül.
- Kérge sötétszürke, mélyen bordázott. Fája világosbarna, nehéz, erős.

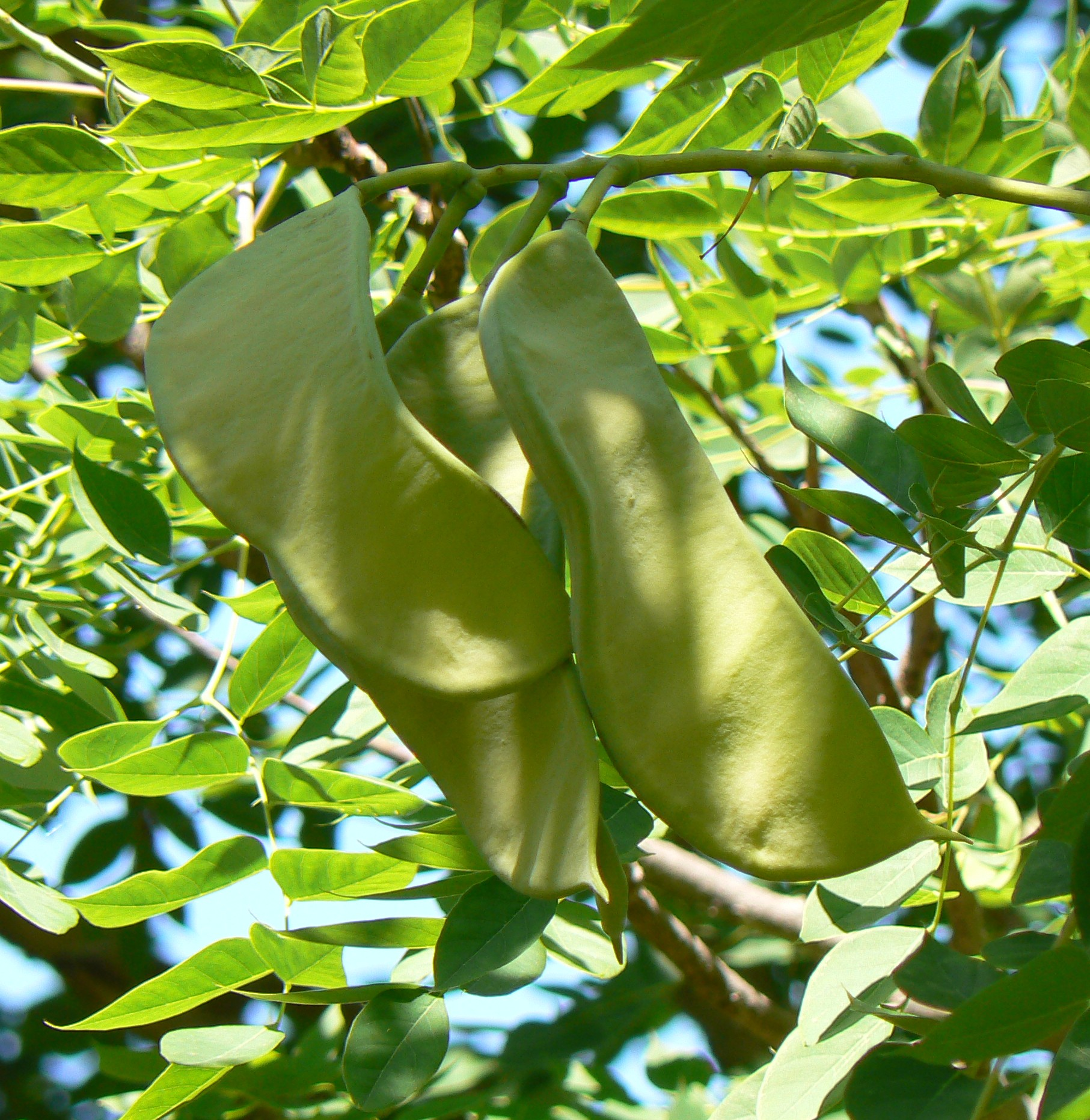
A vasfa éretlen hüvelytermése

## Felhasználása
Faanyagát széles körben felhasználják építkezéshez. Termése szaponinokban gazdag, szappan készült belőle, valamint egyes indián törzsek halak elkábítására használták vadászat alkalmával. Leveleit rovarölő szerként használták. Észak-Amerikában a népi gyógyászatban felhasználták láz csillapítására és fejfájás kezelésére; a levélből és az endokarpiumból készült teát hashajtóként használták. Egyes indián törzsek feltehetőleg a magvait pörkölve élelmiszerként fogyasztották, később a telepesek kávépótlóként. Magvai mérgező citizin alkaloidot tartalmaznak, de ez feltehetően semlegesítődik a pörkölési eljárás folyamán. Szarvasmarhák elpusztultak miután olyan vízből ittak, amelyben a fa lehullott levelei és termései voltak.
Díszfaként széles körben felhasználható, jól tűri a városi levegőt és a meszes talajt is elviseli. Komoly kártevője és betegsége nem ismeretes. Faiskolákban a porzós példányokat részesítik előnyben, hogy a termésükről kora tavasszal lehulló hüvelytermések ne okozzanak problémát.

## Érdekesség
A legmagasabb példány közel 30 méter magas, Marylandben található.

## Fordítás
- Ez a szócikk részben vagy egészben  a   Kentucky coffeetree című angol Wikipédia-szócikk ezen változatának fordításán alapul.  Az eredeti cikk szerkesztőit annak laptörténete sorolja fel. Ez a jelzés csupán a megfogalmazás eredetét és a szerzői jogokat jelzi, nem szolgál a cikkben szereplő információk forrásmegjelöléseként.